# Sierra Nevada (USA)
Sierra Nevada (česky Sněžné hory), také nazývaná the Sierra, the High Sierra nebo the Sierras, je horské pásmo na východě Kalifornie, ve Spojených státech amerických.
Masivní vrásno-zlomové pohoří je 650 km dlouhé a 65 až 130 km široké.
Nejvyšší horou Sierry Nevady je Mount Whitney (4 421 m),
nejvyšší hora Spojených států bez Aljašky. V pohoří se nachází jedny z nejstarších a nejvíce známých národních parků ve Spojených státech: Yosemitský národní park, Národní park Sequoia a Národní park Kings Canyon. Sierra Nevada je největším souvislým žulovým masivem na Zemi. Náleží také k regionům s největšími sněhovými srážkami na světě.

## Geografie

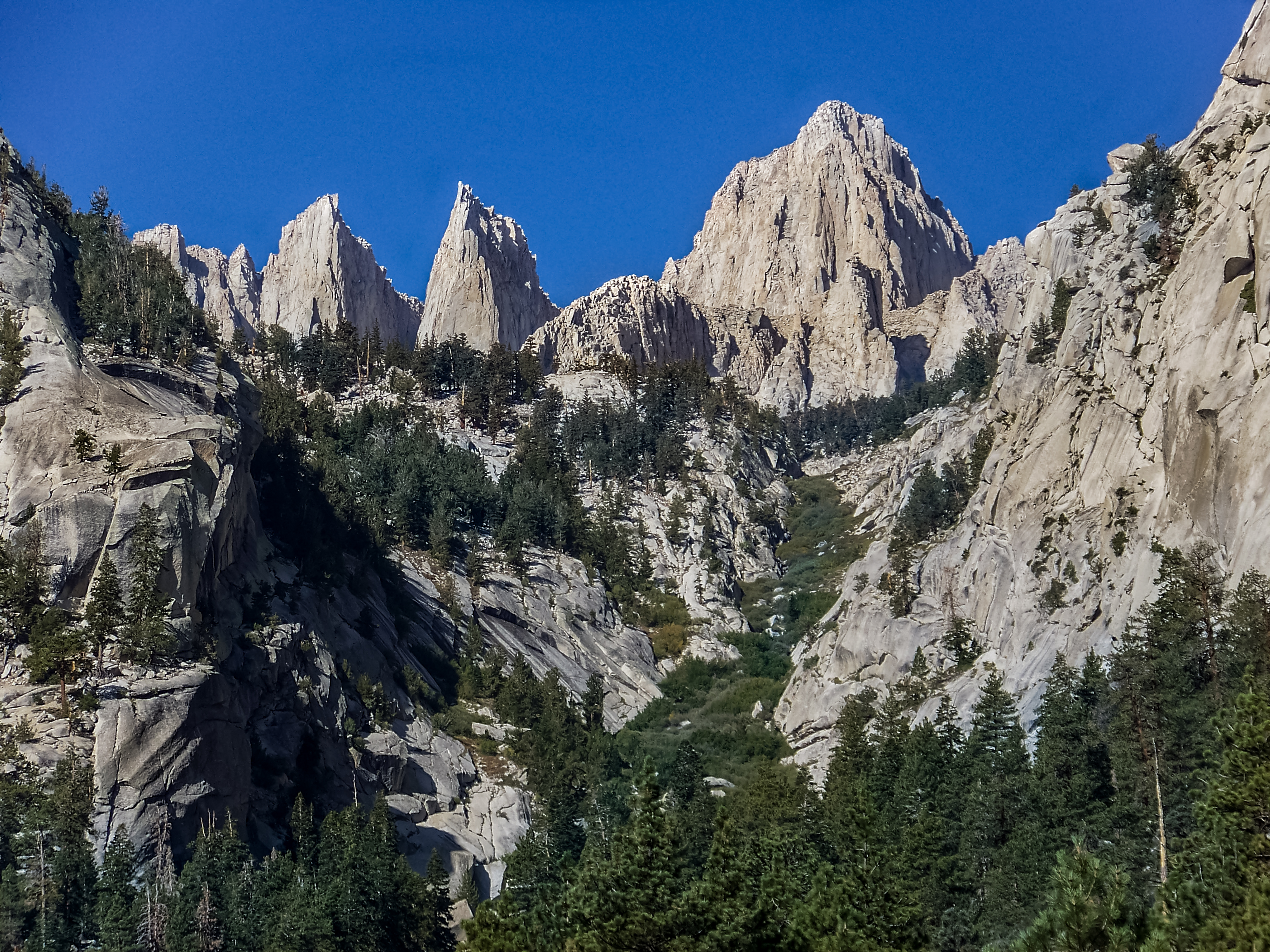
Mount Whitney

Pohoří se rozkládá severo-severozápadním směrem. Je ohraničeno průsmyky Fredonyer Pass na severu a Tehachapi Pass na jihu. Západní svahy pohoří jsou mírné, dlouhé a pravidelně klesají do Velkého Kalifornského údolí, které tvoří západní hranici Sierry Nevady. Východní svahy jsou naopak krátké, příkré, strmě spadající do Owens Valley, respektive do Velké pánve. Na severu se Sierra Nevada postupně snižuje až k příkopové propadlině vyplněné jezerem Tahoe, kde na ni navazuje Kaskádové pohoří. Na vrcholcích hor Sierry Nevady se nachází okolo 70 ledovců, 13 km² je zaledněno. Jedenáct hor pohoří je vyšších než 14 000 stop (4 267 m) a okolo pěti set má více než 12 000 stop (3 658 m).

## Geologie
Horniny Sierry Nevady jsou převážně plutonického charakteru z období mezozoika. Náleží k tzv. nevadskému batolitu. Sierra Nevada je považována za sourodé pohoří s jednotným typem reliéfu.

## Části pohoří Sierra Nevada

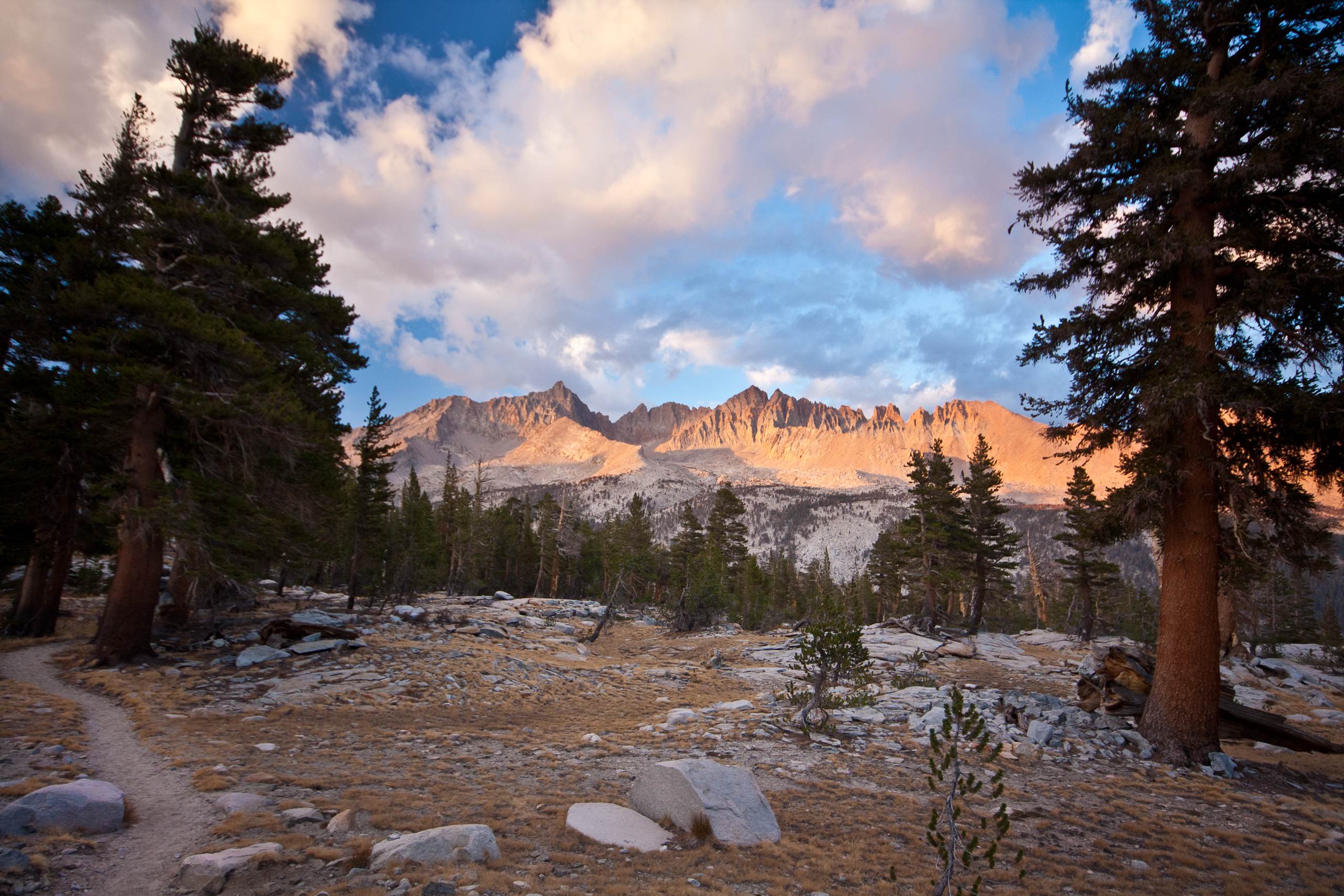
Horský masiv Kaweah, Národní park Sequoia

Nejjižnější část Sierry Nevada leží východně od města Bakersfield. Oblast je součástí Sierra National Forest a má velmi suché podnebí. Západní svahy pohoří bývají nazývány Greenhorn Mountains a jsou hustě zalesněny. Této části se ještě daří zachytit vlhkost proudící od Tichého oceánu. Východní svahy mají už velmi aridní charakter. V nejnižších polohách, u průsmyku Walker Pass, rostou juky krátkolisté. Výše, směrem k nejvyššímu vrcholu oblasti Olancha Peak (3 695 m), rostou keře a duby a řídké porosty borovic a jedlí. Nejvyšší části Sierry v jejím nejjižnějším výběžku mají nadmořskou výškou okolo 2 000 metrů, směrem na sever, k Olancha Peak, se nadmořská výška zvyšuje.
Od řeky Kern River v okolí hory Kern Peak (3 508 m), to je od oblasti Golden Trout Wilderness, má Sierra Nevada vlhčí charakter. Jak se také z jihu na sever zvyšuje nadmořská výška pohoří, na západních svazích, nad kaňony hlavních řek Sierry, rostou nejobjemnější a jedny z nejvyšších stromů na Zemi, sekvojovci obrovští. Někteří sekvojovci dosahují výšek až k 100 metrům. Tato oblast je součástí Národního parku Sequoia. Zatímco na západních svazích této části pohoří rostou sekvojovci, ve východní části se nachází jedna z nejslavnějších hor Spojených států, nejvyšší hora Sierry Nevady a Spojených států amerických bez Aljašky Mount Whitney. Mount Whitney s nadmořskou výškou 4 421 metrů vystupuje z východně ležícího údolí Owens Valley. V okolí nejvyšší hory se nachází dalších pět vrcholů s výškou přes 4 200 metrů. Mount Langley (4 277 m) je nejjižněji položenou fourteeners, severně pak leží druhá nejvyšší hora Sierry Mount Williamson (4 383 m) a v její blízkosti Mount Russell (4 296 m) a Mount Tyndall (4 275 m). Západně od Mount Whitney se nachází Black Kaweah (4 208 m), který tvoří jedno z nejodloučenějších míst v Sieře Nevadě.

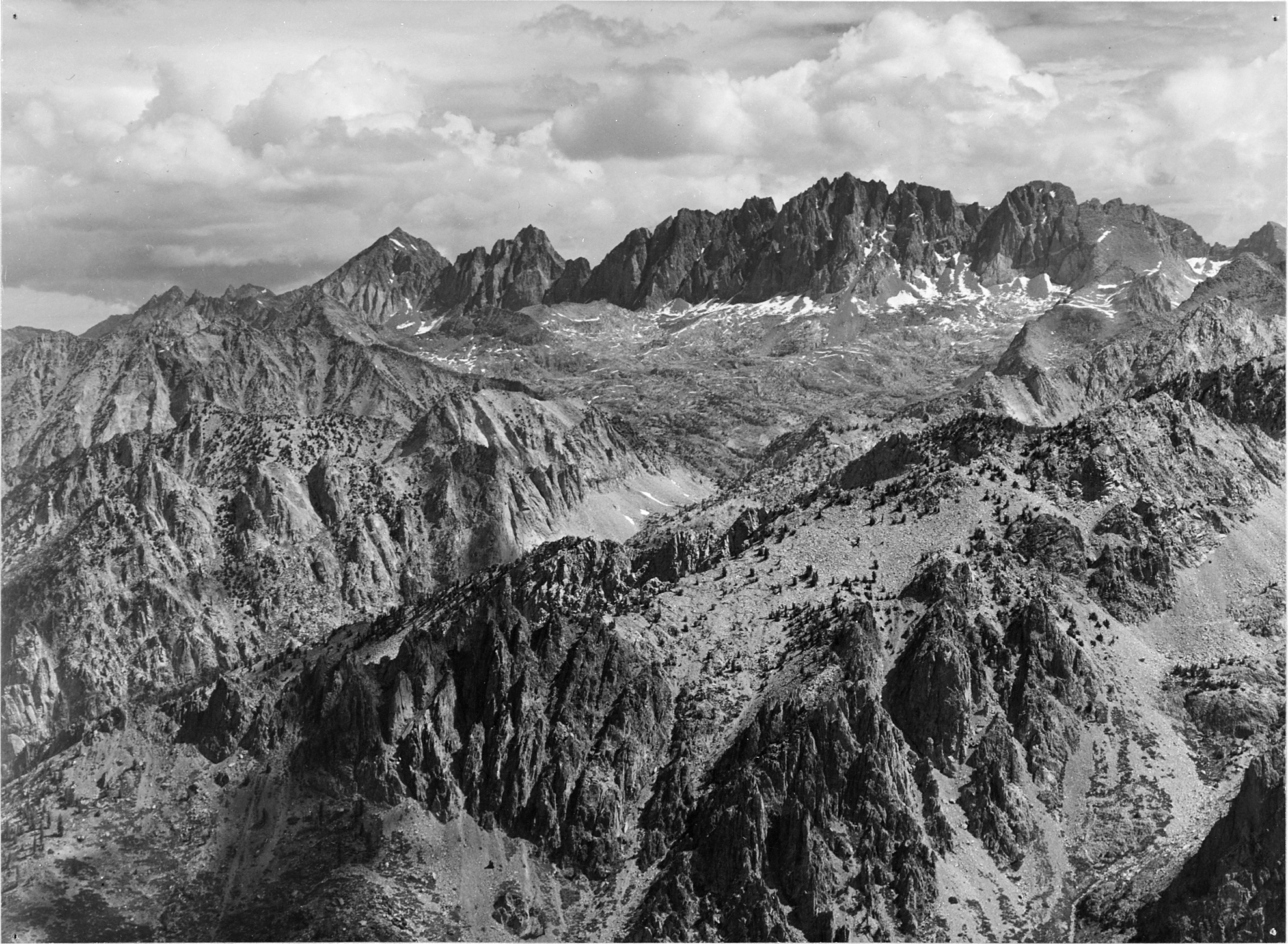
Horský masiv Palisades

Jižně od Yosemitského národního parku a západně od města Big Pine najdeme zbylé nejvyšší hory pohoří Sierra Nevada. Jedná se o horskou skupinu Palisades, která zahrnuje přibližně 15 kilometrů dlouhý hřeben ve směru sever-jih s vrcholy North Palisade (4 343 m), Mount Sill (4 316 m), Split Mountain (4 287 m) a Middle Palisade (4 273 m). Pod vrcholem nejvyšší hory oblasti North Palisade leží největší ledovec v Sieře Nevadě, který má rozlohu okolo 1,5 km². Západně od skupiny Palisades se nachází prameny řeky Kings River, která se svými rameny South Forks a Middle Forks vytváří jeden z nejhlubších kaňonů v Severní Americe. V této části se rozkládá Národní park Kings Canyon. Severně od Palisades náleží k nejvýznamnějším horským vrcholům Mount Darwin (4 21 m) a horolezci velmi oblíbený Mount Humphreys (4 265 m). Celá tato oblast v délce 140 kilometrů směrem na jih, včetně národních parků Kings Canyon a Sequoia a hory Mount Whitney, je součástí chráněné oblasti John Muir Wilderness. Dále na sever, již mimo John Muir Wilderness, se nachází hora Mammoth Mountain (3 360 m) a největší lyžařské středisko v Sieře Mammoth Lakes. Západně od Mamoth Mountain leží známé a hojně navštěvované zkamenělé bazaltové sloupy ve tvaru varhan Devil's Postpile National Monument.

Half Dome a východní část Yosemitského údolí

Severozápadně od této oblasti se nachází jedno z nejvíce známých údolí na světě, Yosemitské údolí. Řeka Merced protéká přes alpínské louky a ze dna údolí vystupují největší jednotný žulový monolit na Zemi El Capitan (2 308 m) a světově známý žulový dóm Half Dome (2 696 m). Do Yosemitského údolí pak padá nejvyšší vodopád ve Spojených státech, Yosemitský (739 m). Yosemitské údolí je součástí Yosemitského národního parku, který pokračuje dále na sever. Na jižní hranici Yosemitského národního parku leží jeho nejvyšší hora Mount Lyell (3 999 m). Již za jižní hranicí parku se rozkládá pohoří Ritter Range s nejvyšším vrcholem Mount Ritter (4 008 m). V severní části Yosemitského národního parku je umístěna rozlehlá vodní nádrž Hetch Hetchy, na východní hranici pak leží druhý nejvyšší vrchol parku Mount Dana (3 992 m) a za hranicí parku na východě známé jezero Mono Lake. Vně parku na severu leží chráněná oblast Hoover Wilderness s dominantním vrcholem Matterhorn Peak (3 738 m) s pěti menšími ledovci. Západně od této oblasti se rozkládá další chráněná oblast Emigrant Wilderness. Pánev Emigrant Basin je s více než sto jezery místem s největší koncentrací alpínských jezer v Sieře Nevadě. Nad průsmykem Sonora Pass vystupuje nejvyšší vrchol v okolí Leavitt Peak (3 527 m).

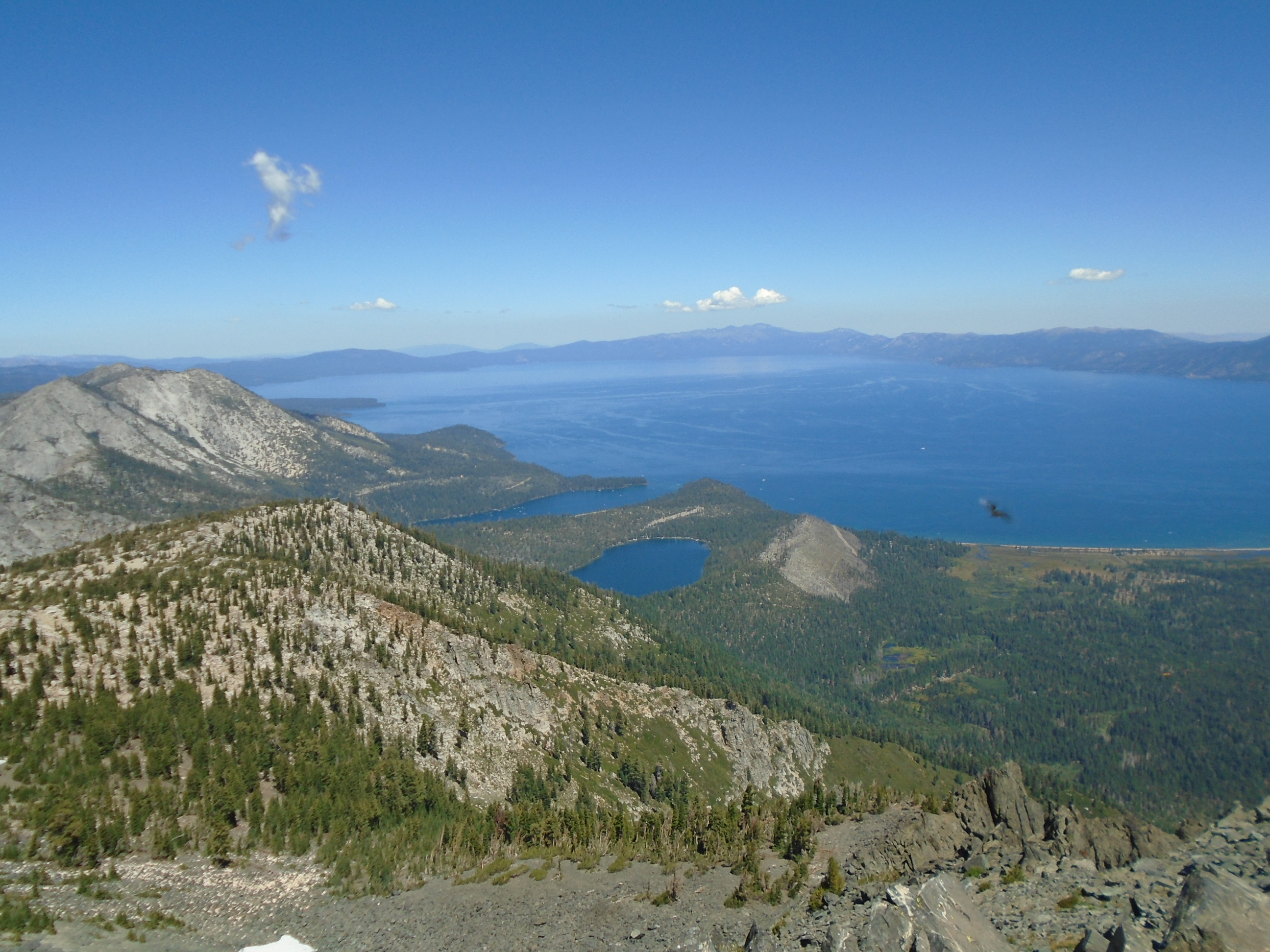
Jezero Tahoe z hory Mount Tallac

Část Sierry mezi průsmykem Sonora Pass a jezerem Tahoe je bohatá na vulkanické horniny. Zatímco v horských masivech, které jsou tvořeny žulou, je vegetace řídká a jen velmi omezená, v místech s vulkanickými horninami jsou bohatší půdy a daří se zde řadě druhů travin a květin. V této části Sierry Nevady leží tři národní lesy: Stanislaus National Forest, Eldorado National Forest a Toiyabe National Forest a jedna chráněná oblast: Carson-Iceberg Wilderness.
Severně od této oblasti se nachází největší alpínské jezero v Severní Americe Tahoe.
Leží v nadmořské výšce 1 899 metrů, má délku 35 kilometrů a šířku 16 kilometrů, největší hloubka je 514 metrů.
Průzračné, tyrkysově zbarvené jezero je z východu obklopené pohořím Carson Range a z jihozápadu pohořím Crystal Range. Jihozápadně od jezera Tahoe se nachází poměrně rozlehlá téměř bezlesá krajina s horskými svahy vymodelovanými ledovci a mezi nimi více než 70 jezery. Nejvyšší horou v této oblasti je Pyramid Peak (3 043 m). Západně a severozápadně leží nižší Sierra, předhůří Sierry. Nadmořská výška vrcholů nepřekračuje 2 000 metrů, krajina je rozčleněná řadou řek a potoků, s roklemi a ve směru sever-jih velmi obtížně prostupná. Právě tato místa pohoří Sierra Nevada jsou nechvalně známá zlatou horečkou, která zde vypukla v polovině 19. století.
Nejsevernější část Sierry Nevady je odvodňována třemi rameny řeky Feather, která má největší průtok ze všech řek v pohoří. Na západní straně, v předhůří Sierry, byla na řece vystavěna nejvyšší sypaná hráz ve Spojených státech (235 m) a vznikla tak vodní nádrž Oroville Lake. Prostřední rameno řeky Feather, Middle Fork, prochází pozoruhodným, neproniknutelným kaňonem Bald Rock Canyon. Nedaleko kaňonu se pak na řece nachází šestý nejvyšší vodopád ve Spojených státech. Nejvyšším vrcholem nejsevernější části Sierry je Sierra Buttes (2 617 m), ležící na východě, na hranici mezi národními lesy Tahoe National Forest a Plumas National Forest. Přibližně v místě jezera Lake Almanor, dále na sever, již leží Kaskádové pohoří. Ale geologové ve svém názoru, kde končí Sierra Nevada a začíná Kaskádové pohoří, nejsou jednotní.

## Příroda

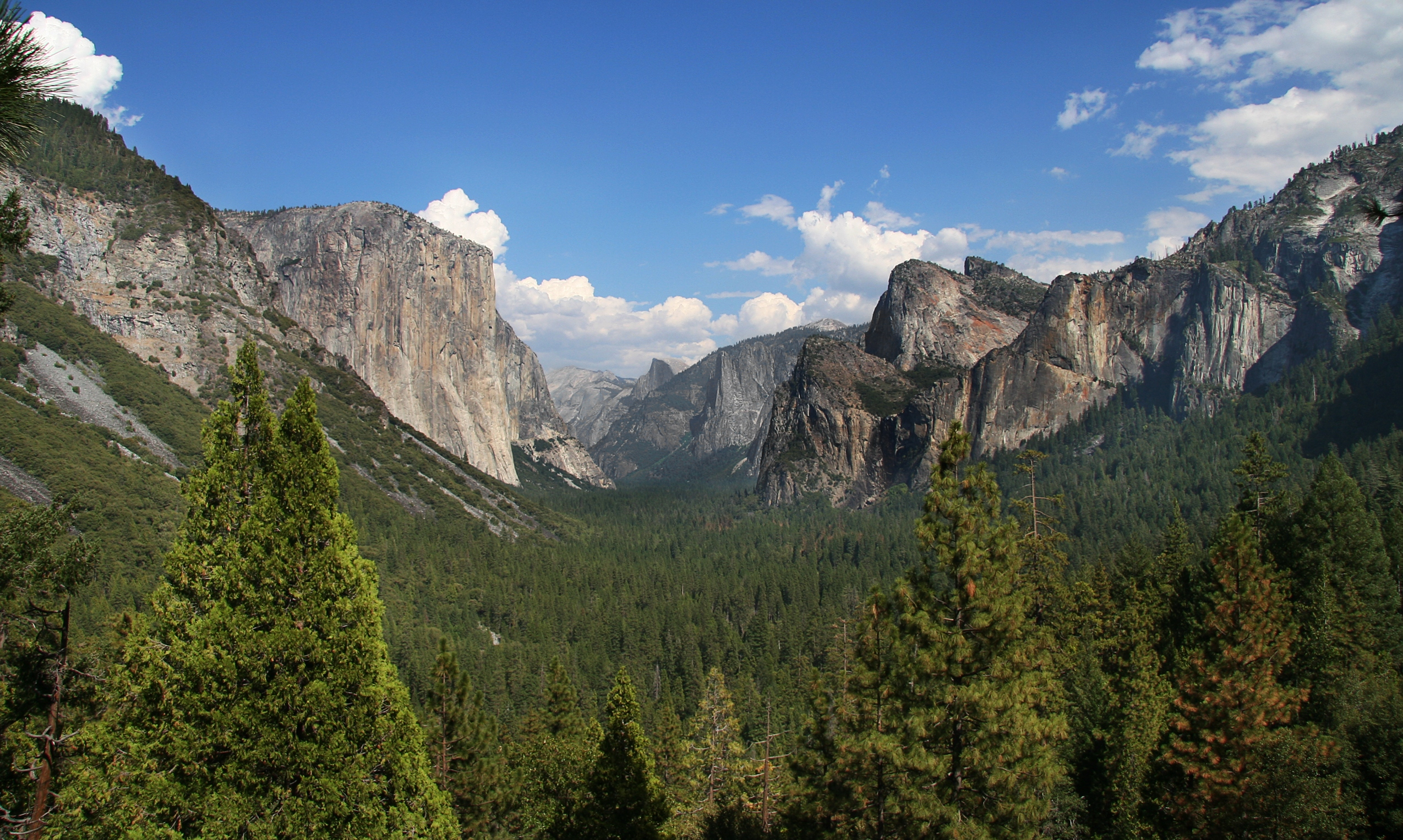
Yosemite valley, Yosemitský národní park

V Sierra Nevadě se nachází několik významných geologických útvarů: Yosemitský národní park je považován za jeden z nejvýznamnějších parků ve Spojených státech, byl založen v roce 1890. Je charakteristický různými skalnatými útvary a vodopády. Mount Whitney (4 421 m) je nejvyšší hora Spojených států bez Aljašky. Leží na východní hranici Národního parku Sequoia. Jezero Tahoe je velké sladkovodní jezero v severní části pohoří. Leží v nadmořské výšce 1 897 m a má rozlohu 495 km². Hetch Hetchy Valley, Yosemite Valley, Kings Canyon, Tehipite Valley a Kern Canyon jsou nejznámější údolí vytvořená ledovci v západní části pohoří.

### Řeky
Řeky pramenící v pohoří a tekoucí na západ se vlévají do Tichého oceánu, přičemž toky tekoucí na východ se nevlévají do oceánu a končí v podzemí nebo v jezerech. (Výjimkou je Owens River tekoucí na východ, u které jsou některé toky přesměrovány do Los Angeles a následně do Pacifiku.) K hlavním řekám náleží: American, Cosumnes, Feather, Kern, Kings, Merced, Mokelumne, Sacramento, San Joaquin, Stanislaus, Truckee, Tuolumne, Yuba.

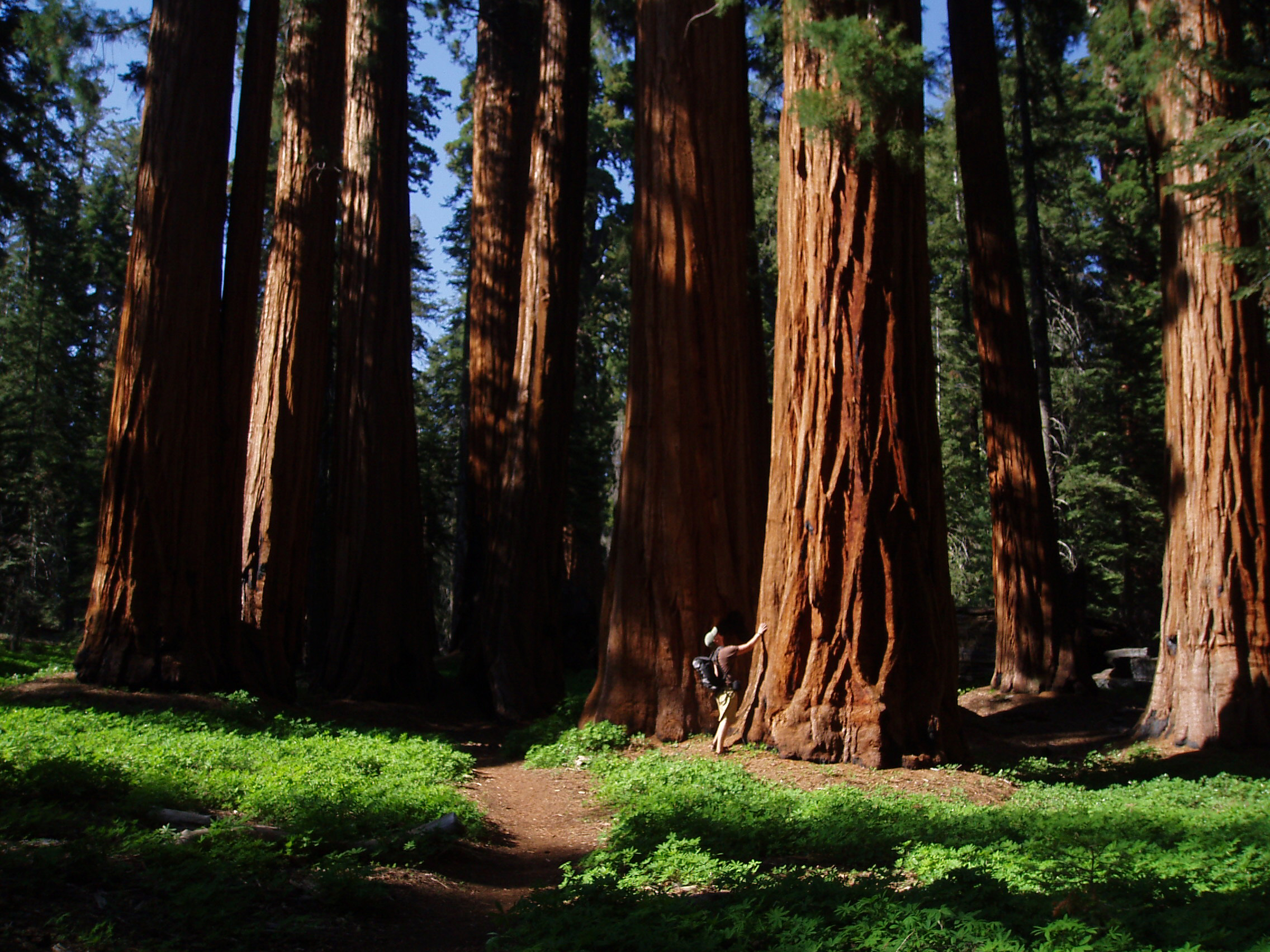
Sekvojovci obrovští, Národní park Sequoia

### Jezera
K největším jezerům a přehradním nádržím patří: Lake Tahoe, Beardsley Lake, Cherry Lake, Mono Lake, New Melones Lake, Pinecrest Lake, Tioga Lake, Tulloch Lake a Twain Harte Lake.

### Národní parky
- Yosemitský národní park
- Národní park Kings Canyon
- Národní park Sequoia

### Horská pásma

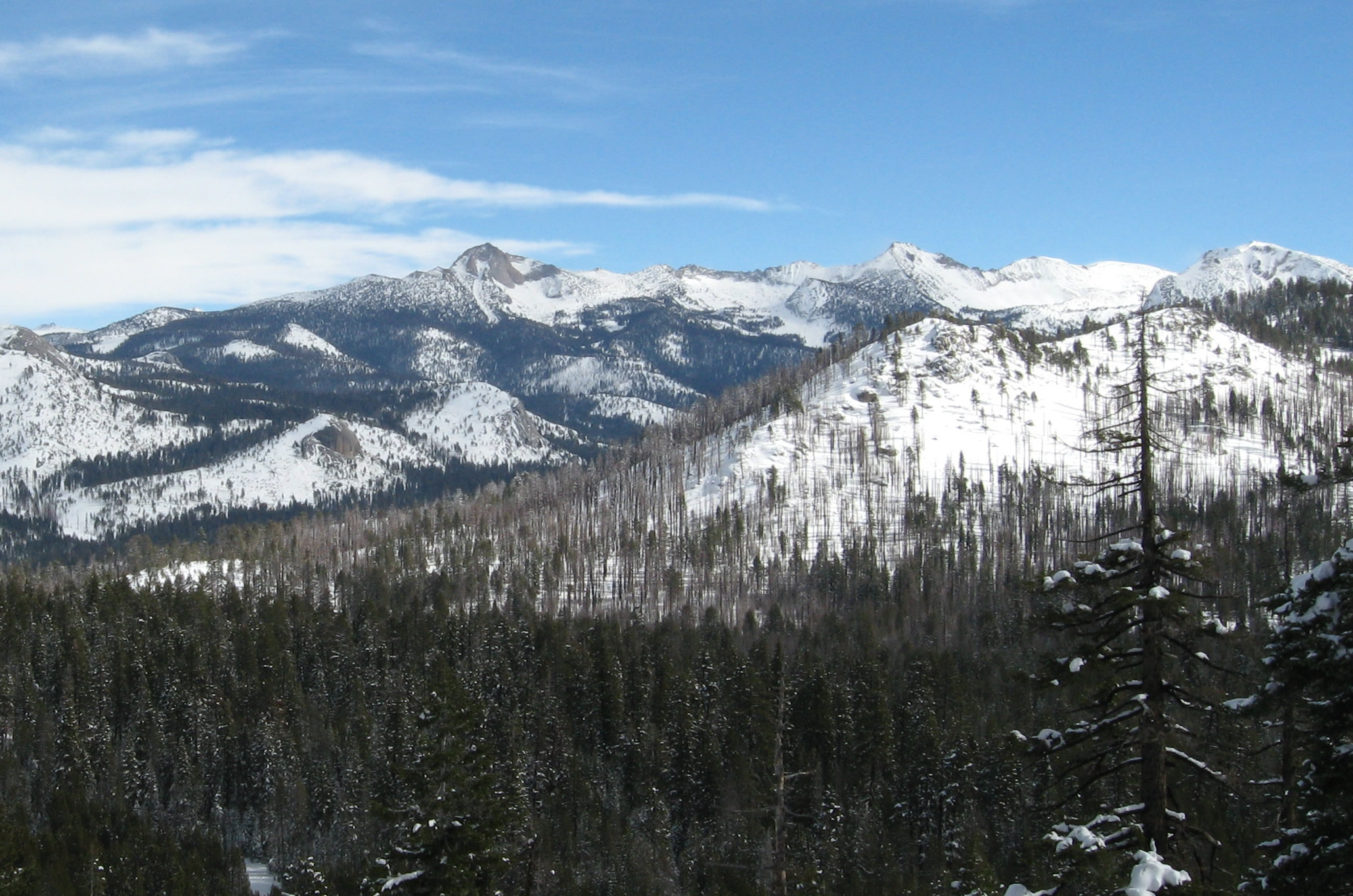
Západní strana pohoří Clark Range v zimě

Carson Range, Cathedral Range, Clark Range, Crystal Range, Great Western Divide, Kaweah Peaks Ridge, Palisades, Ritter Range, Sherwin Range

### Nejvyšší vrcholy
Mount Whitney (4 421 m), Mount Williamson (4 390 m), North Palisade (4 341 m), Mount Sill (4 314 m), Mount Russell (4 296 m), Split Mountain (4 287 m), Mount Langley (4 277 m), Mount Tyndall (4 275 m), Middle Palisade (4 273 m), Mount Barnard (4 266 m)

### Využití
Vysoké pohoří zachycuje většinu vláhy přicházející od Pacifiku, především ve formě sněhových srážek, protože Kalifornie má středozemní podnebí. To umožňuje existenci rozsáhlého zavlažovacího systému v podobě mnoha přehrad a kanálů, které zavlažují suchou půdu v Centrálním údolí pod horami. Přehrady také generují elektrickou energii a dodávají pitnou vodu lidem v kalifornských aglomeracích. Na druhou stranu to způsobuje, že oblasti na východ od pohoří jsou vyprahlé. Například Nevada je nejsušším státem USA.

## Historie
Původními obyvateli pohoří byli indiáni kmene Maidu. V západní části se roku 1849 odehrála slavná kalifornská zlatá horečka, kvůli obtížné dostupnosti však zůstaly některé části neprozkoumané až do roku 1912.
V roce 1911 vydává americký přírodovědec a přední osobnost boje za ochranu přírody v USA John Muir svou knihu Mé první léto v Sieře Nevadě, která je inspirována Muirovým pobytem v těchto horách.